# Erika Lehmphul
Erika Lehmphul (née le 15 décembre 1937) est une monteuse est-allemande.

## Carrière
Erika Lehmphul est monteuse pour la DEFA des années 1960 jusqu'à sa disparition en 1992.

## Filmographie
- 1963 : Engel, Sünden und Verkehr (court métrage)
- 1964 : Das Stacheltier - Liebe braucht keine PS
- 1964 : Das Stacheltier - Engel, Sünden und Verkehr, 1. Schutzengel (court métrage)
- 1965 : Drei Kriege (TV)
- 1965 : Der Frühling braucht Zeit (de)
- 1966 : Die Reise nach Sundevit (de)
- 1967 : Hochzeitsnacht im Regen (de)
- 1968 : Schüsse unterm Galgen (de)
- 1969 : Der Weihnachtsmann heißt Willi (de)
- 1969 : Im Himmel ist doch Jahrmarkt (de)
- 1970 : Aus unserer Zeit (de) (épisode 4 : Der Computer sagt: nein)
- 1970 : Dr. med. Sommer II (de)
- 1971 : KLK an PTX – Die Rote Kapelle (de)
- 1971 : Der kleine und der große Klaus (Fernsehfilm)
- 1972 : Es ist eine alte Geschichte
- 1974 : Die eigene Haut (de) (TV)
- 1974 : Leben mit Uwe (de)
- 1975 : Suse, liebe Suse
- 1975 : Mein blauer Vogel fliegt (de)
- 1975 : Die schwarze Mühle (de) (TV)
- 1977 : Die unverbesserliche Barbara
- 1978 : Das Raubtier
- 1979 : Addio, piccola mia
- 1979 : Die Birke da oben (TV)
- 1979 : Ein April hat 30 Tage
- 1980 : La Fiancée
- 1981 : Unser kurzes Leben
- 1982 : L'Inquiétude
- 1983 : L'Île aux cygnes
- 1983 : Taubenjule (de)
- 1984 : Das Eismeer ruft (de)
- 1984 : Eine sonderbare Liebe (de)
- 1985 : Der dritte Frau (TV)
- 1986 : Blonder Tango (de)
- 1987 : Spuk von draußen (de) (série télévisée)
- 1988 : Que l'un porte le fardeau de l'autre
- 1989 : Die Geschichte von der Gänseprinzessin und ihrem treuen Pferd Falada (de)
- 1990 : Sehnsucht
- 1990 : Alter Schwede (TV)
- 1991 : Tanz auf der Kippe (de)
- 1996 : Ein Bernhardiner names Möpschen (TV)